# Beleg van Marune
Het Beleg van Marune (Japans: 丸根砦の戦い, Marune toride no tatakai) was een slag tijdens de Japanse Sengoku-periode in 1560. Het maakte deel uit van een aanval van Imagawa Yoshimoto tegen Oda Nobunaga.
Marune was een grensfort van Oda Nobunaga. In mei of juni 1560 leidde Imagawa Yoshimoto een leger van mogelijk 35.000 man naar Kioto. Hij viel de gebieden van de Oda-clan in de provincie Owari binnen en viel de grensforten Washizu en Marune aan. Tokugawa Ieyasu, die op dat moment gedwongen een vazal was van de Imagawa, veroverde het fort. Tokugawa maakte veelvuldig gebruik van haakbussen bij het beleg. De kasteelheer, Sakuma Morishige, werd uiteindelijk gedood door een kogel.
Enkele dagen na de val van de twee grensforten zouden de troepen van de Imagawa slag leveren met de troepen van Oda Nobunaga in de Slag bij Okehazama.